# Neckeropsis darjeelingensis
Neckeropsis darjeelingensis là một loài rêu trong họ Neckeraceae. Loài này được Gangulee mô tả khoa học đầu tiên năm 1976.